# Maklár
Maklár är en ort i Ungern.   Den ligger i provinsen Heves, i den centrala delen av landet, 110 km öster om huvudstaden Budapest. Maklár ligger 120 meter över havet och antalet invånare är 2 340.
Terrängen runt Maklár är platt. Runt Maklár är det ganska tätbefolkat, med 124 invånare per kvadratkilometer. Närmaste större samhälle är Eger, 11,8 km norr om Maklár. Trakten runt Maklár består till största delen av jordbruksmark.